# Quốc ca Cộng hòa Chechnya Ichkeria
"Chết hay là tự do" (tiếng Chechen: Joƶalla ya marşo, Ӏожалла я маршо, عوٓجاللا يا مارشوٓ, tiếng Nga: Смерть или Свобода, Smertʹ ili Svoboda) là quốc ca của nhà nước ly khai Cộng hòa Chechnya Ichkeria. Nó được phổ nhạc bởi Ali Dimaev hoặc Umar Beksultanov, và được sáng tác bởi Abuzar Aydamirov.
Bài quốc ca ly khai thời Dudayev đã bị thay thế bởi quốc ca Cộng hòa Chechnya hiện tại vào năm 2004.

## Lời

### Tiếng Chechen
| Ký tự Cyrill | Latinh hóa |
| --- | --- |
| Буьйсанна борз ехкаш дуьненчу девлла тхо, 1уьйранна лом уг1уш тхан ц1ераш техкина. Лаилаха иллАллах. Аьрзонийн баннашкахь наноша дакхийна, Тархаш т1ехь дой хьийзо дайша 1амийна. Лаилаха иллАллах. Халкъана, махкана наноша кхоьллина, Цаьршинна эшначохь, майра д1ах1иттина. Лаилаха иллАллах. Ламанан лечарчий маршонехь кхиийна, Халонех, бохамех курра чекхдийлина. Лаилаха иллАллах. Мокхаза ламанаш даш хилла лаларах, Дахарехь, къийсамехь яхь оха д1алур яц! Лаилаха иллАллах. Бос 1аьржа ва латта молханах лелхарах, Тхешан сий доьхкина, тхо лаьтта доьрзур дац. Лаилаха иллАллах. Тхо цкъа а цхьанненна къарделла совцур дац, 1ожалла, я маршо - шиннех цхьаъ йоккхур ю? Лаилаха иллАллах. Йижараша тхан чевнаш эшаршца ерзайо, Хьомсарчу б1аьргаша хьуьнаршна г1иттадо. Лаилаха иллАллах. Мацалло хьовзадахь, орамаш дуур ду, Хьогалло тхаш б1арздахь, бецан тхин мийра ду! Лаилаха иллАллах. Буьйсанна борз ехкаш дуьненчу девлла ду, Халкъана, махкана, Далла а муьт1ахь ду. Лаилаха иллАллах. | Bűsanna buorz yexkaş düniençu dövlla txuo, Jűranna luom uġuş txaņ ċeraş texkina. Lailaha illAllah Ärzuonīņ bannаşkaẋ nānuоşa daqīna, Tarxaş thieẋ duoy ẋīzuōņ dayşa txuo jāmīna. Lailaha illAllah Xalq̇ana, maxkana nānuoşa qöllina, Cärşinna ieşnaçuоẋ, mayra djahittina. Lailaha illAllah Lāmanaņ lēçarçī mârşuōnieẋ qiīna, Xaluōniex, buōxamiex kurra çiеqdīlina. Lailaha illAllah Mōqazaņ lāmanaş daş xilla lālarax, Dāxarieẋ, q̇īsamieẋ yâẋ uoẋa djalur yâc! Lailaha illAllah Buos järƶa va lâtta molxanax lielxarax, Txēşaņ sī döxkina, txuo lätta dörzur dâc. Lailaha illAllah Txuo ċq̇ā a cẋanniena q̇ârdella sovcur dâc, Jōƶalla ya mârşuō – şinniex cẋaə yuoqqur yu! Lailaha illAllah Yiƶаraşa txaņ çövnaş ēşarşca yierzayuo, Ẋomsarçu bjärgaşa ẋünarşna ġittaduo. Lailaha illAllah Macalluō ẋovzadaẋ, ōramaş duur du, Ẋuogalluō txaş bjârzdaẋ, bēcaņ txi mīr du Lailaha illAllah Bűsanna buorz yexkaş düniençu dövlla du, Xalq̇ana, maxkana, Dalla a müthaẋ du. Lailaha illAllah |

### Tiếng Nga
| Ký tự Cyrill | Latinh hóa |
| --- | --- |
| Мы родились в ту ночь, когда щенилась волчица, Утром, под рев льва, нам дали имена. Существует нет Бога, кроме Аллаха. В орлиных гнездах вскормили нас матери, Отцы учили на скалах гарцевать. Существует нет Бога, кроме Аллаха. Нас матери родили для народа и отечества, И по их зову мы храбро вставали. Существует нет Бога, кроме Аллаха. С горными орлами мы свободно выросли, Трудности и препятствия гордо одолевали. Существует нет Бога, кроме Аллаха. Скорее скалы гранитные, как свинец, расплавятся, Чем полчища врагов заставит нас склониться! Существует нет Бога, кроме Аллаха. Скорее земля возгорит во пламени, Чем мы предстанем могиле, продав свою честь! Существует нет Бога, кроме Аллаха. Никогда и никому мы не покоримся Смерть или Свобода - одного из двух добьемся. Существует нет Бога, кроме Аллаха. Сестры наши раны своими песнями излечивают, Глаза возлюбленных на ратные подвиги поднимают. Существует нет Бога, кроме Аллаха. Если нас подавит голод - корни будем грызть, Если нас одолеет жажда - росу из травы будем пить! Существует нет Бога, кроме Аллаха. Мы родились в ту ночь, когда щенилась волчица, Богу, Народу, Отечеству - только им мы служим! Существует нет Бога, кроме Аллаха. | My rodilisʹ v tu nochʹ, volchitsa kogda shchenilasʹ, Utrom, pod rev lʹva, nam dali imena. Sushchestvuet net Boga, krome Allaha. V orlinyh gnezdah vskormili nas materi, Ottsy uchili na skalah gartsevatʹ. Sushchestvuet net Boga, krome Allaha. Nas materi rodili dlya naroda i otechestva, I po ih zovu my hrabro vstavali. Sushchestvuet net Boga, krome Allaha. S gornymi orlami my svobodno vyrosli, Trudnosti i prepyat·stviya gordo odolevali. Sushchestvuet net Boga, krome Allaha. Skoryee skaly granitnye, kak svinets, rasplavyat·sya, Chem polchishcha vragov zastavit nas sklonitʹsya! Sushchestvuet net Boga, krome Allaha. Skoryee zemlya vozgorit vo plameni, Chem my predstanem mogile, prodav svoyu chestʹ! Sushchestvuet net Boga, krome Allaha. Nikogda i nikomu my ne pokorimsya Smertʹ ili Svoboda - odnogo iz dvuh dobʹemsya. Sushchestvuet net Boga, krome Allaha. Sestry nashi rany svoimi pesnyami izlechivayut, Glaza vozlyublennyh na ratnye podvigi podnimayut. Sushchestvuet net Boga, krome Allaha. Yesli nas podavit golod - korni budem gryztʹ, Yesli nas odolyeet zhazhda - rosu iz travy budem pitʹ! Sushchestvuet net Boga, krome Allaha. My rodilisʹ v tu nochʹ, volchitsa kogda shchenilasʹ, Bogu, Narodu, Otechestvu - tolʹko im my sluzhim! Sushchestvuet net Boga, krome Allaha. |

### Tiếng Việt
Chúng ta được sinh ra vào ban đêm khi con sói hú lên,
Vào buổi sáng, khi một con sư tử gầm gừ, chúng gọi chúng ta
Không có thần thánh nào ngoài Allah!

Trong những tổ đại bàng, mẹ chúng ta nuôi dưỡng chúng ta,
Để chế ngự những con bò rừng mà cha chúng ta đã dạy chúng ta.
Không có thần thánh nào ngoài Allah!

Mẹ chúng ta đã nuôi dạy chúng ta để cống hiến cho đất nước và quê hương của chúng ta
Và nếu quốc gia của chúng ta cần chúng ta, chúng ta sẵn sàng chiến đấu với bàn tay áp bức.
Không có thần thánh nào ngoài Allah!

Chúng ta lớn lên tự do như những con đại bàng, hoàng tử của những ngọn núi.
Không có ngưỡng mà chúng ta sẽ né tránh
Không có thần thánh nào ngoài Allah!

Những vách đá granit sẽ bắt đầu tan chảy sớm thôi
Trước khi bất kỳ ai trong chúng ta sẽ đánh mất danh dự của mình trong cuộc chiến
Không có thần thánh nào ngoài Allah!

Trái đất sẽ sớm bị thiêu nóng bởi mặt trời 
Trước khi chúng ta sẽ xuất hiện từ một thử thách trong cuộc sống mà không có danh dự của chúng ta!
Không có thần thánh nào ngoài Allah!

Không bao giờ cúi đầu trước bất cứ ai, chúng ta đưa ra lời thề thiêng liêng của mình,
Chết hay sống tự do là số phận của chúng ta.
Không có thần thánh nào ngoài Allah!

Chị em chúng tôi chữa lành vết thương cho anh em của chúng ta, với những bài hát của họ,
Đôi mắt của những người yêu thích sẽ cung cấp sức mạnh của vũ khí.
Không có thần thánh nào ngoài Allah!
 

Nếu cơn đói làm chúng ta yếu đi, chúng ta sẽ gặm nhấm rễ cây,
Và nếu cơn khát làm suy nhược chúng ta, chúng ta sẽ uống sương từ cỏ.
Không có thần thánh nào ngoài Allah!
 

Vì chúng ta được sinh ra vào ban đêm khi con sói hú lên,
Chúng ta thề cuộc đời của chúng ta với thần thánh, Tổ quốc và quê hương Vainakh.
Không có thần thánh nào ngoài Allah!